# Nicolás Marín Conejo
Augusto Nicolás Marín Conejo (San José, Costa Rica, 27 de diciembre de 1914-15 de marzo de 1948) fue un comerciante costarricense, héroe del Ejército de Liberación Nacional durante la Revolución de 1948.
Vecino del sector de la Botica Solera Barrio México (San José), trabajaba en la Tienda La Gloria. Al iniciar la Guerra Civil de 1948 se unió al Ejército de Liberación Nacional. Integrante de las fuerzas beligerantes participó en los combates en San Cristóbal Sur y La Sierra en defensa de La Lucha. Atrapado en el combate del 14 de marzo de 1948 fue llevado a Casa Presidencial donde fue torturado y asesinado por las fuerzas de seguridad del Gobierno el 15 de marzo.
Por este crimen fueron condenados, después de la Revolución, a treinta años de prisión por homicidio calificado el cubano Juan José Tavío (Jefe de la Policía), Áureo Morales y el costarricense Mariano Fournier Mora, cuñado de Rafael Ángel Calderón Guardia. Los tres no llegaron a cumplir la pena por estar fuera del país y luego por la amnistía general de 1962.
Tavío, quién estuvo también relacionado al tiroteo a la casa del Dr. Carlos Luis Valverde Vega, fue ejecutado años después por la Revolución Cubana por haber estado al servicio del régimen de Batista.
Al mes de la muerte de Marín un grupo de vecinos rindió homenaje a su memoria dedicando su nombre a la plaza de Barrio México. También dio nombre durante dos décadas al Deportivo Nicolás Marín fundado el 9 de mayo de 1948 y que en 1967 pasó a llamarse Club Deportivo Barrio México con anuencia de la familia Marín Conejo con el fin de ampliar la base de apoyo del equipo y no crear divisiones debido a las preferencias políticas de la época.